# سلول سنتروآسینار
سلول سِنتروآسینار (انگلیسی: Centroacinar cell) یا سلول آسینار سلول‌های دوکی‌شکل در بخش برون‌ریز لوزالمعده هستند. این سلول‌ها در واقع امتداد پایانی مجرای بینابینی لوزالمعده به درون هر آسینی هستند. این سلول‌ها معمولاً به عنوان سلول‌های مجرای شناخته می‌شوند و یک محلول بی‌کربنات آبی را با تحریک هورمون سکرتین ترشح می‌کنند. موسین نیز توسط همین سلول‌های ساخته می‌شود.
مجراهای بینابینی بی کربنات را به مجاری داخل لوبولی می‌برند که به مجرای لوبولی تبدیل می‌شوند. این مجاری لوبولی در نهایت به هم نزدیک می‌شوند و مجرای اصلی پانکراس را تشکیل می‌دهند.